# Centre clandestí de detenció
Es coneixen com a centres clandestins de detenció (centros clandestinos de detención o centros clandestinos de desaparición y tortura en castellà) els diversos centres que va utilitzar el Procés de Reorganització Nacional —l'última dictadura militar que va patir l'Argentina, que va governar de facto el país des de 1976 fins al 1983— per tal d'amagar els desapareguts, els quals eren objecte de tota mena de vexacions (des de la violació fins a la tortura) amb l'objectiu de minar la seva moral i traure'ls informació sobre les activitats de qualsevol persona o organització que pogués estar en contra del govern.
A l'informe Nunca Más es recull una relació de desenes de centres clandestins de detenció (CCD), llocs pels quals en van passar prop a 30 000 persones que a dies d'ara resten desaparegudes. Segons el darrer informe de la Secretaria de Drets Humans lliurat a l'ONU, hi va haver mig miler de centres clandestins de detenció.